# Trizidela do Vale
Trizidela do Vale é um município brasileiro do estado do Maranhão. Localiza-se no Centro do estado, na região do Médio Mearim.
Trizidela do Vale era um bairro do município de Pedreiras, que foi emancipado a cidade em 10 de novembro de 1994. Forma, com a vizinha Pedreiras, uma conurbação de aproximadamente 60 mil habitantes, dividas pelo Rio Mearim, através da ponte metálica Francisco Sá.
Apesar de historicamente dependente de Pedreiras, o município já respira ares de independência econômica em vários setores. O município conta com sua própria agência dos Correios, Banco do Brasil e é sede da 13ª Companhia Independente do Corpo de Bombeiros Militar do Maranhão, responsável por toda a região do Médio Mearim.
É município integrante da Região de Planejamento do Médio Mearim.

## Administração
O atual prefeito é Deibson Balé, do PDT.

### Demais administradores
| Período   | Prefeito                                     |
| --------- | -------------------------------------------- |
| 1997-2000 | Paulo Antonio Barros da Silva (Paulo Maratá) |
| 2001-2004 | Paulo Antonio Barros da Silva (Paulo Maratá) |
| 2005-2008 | Jânio de Sousa Freitas (Jânio Balé)          |
| 2009-2012 | Jânio de Sousa Freitas (Jânio Balé)          |
| 2013-2016 | Charles Frederick Maia Fernandes (Fred Maia) |
| 2017-2020 | Charles Frederick Maia Fernandes (Fred Maia) |
| 2021-2024 | Deibson Pereira Freitas (Deibson Balé)       |

## Etimologia
Foi elevado à categoria de município e distrito com a denominação de Trizidela do Vale, pela lei estadual nº 6164, de 10 de novembro de 1994, desmembrado de Pedreiras, onde era o povoado de Trizidela.
No Maranhão, trizidela geralmente é considerada a parte menos importante, em termos de comércio, de uma cidade e que fica do outro lado de uma ponte sobre um rio. É como um bairro do outro lado de um rio em relação ao centro da cidade.

## Geografia
Sua população, de acordo com dados preliminares do Censo Demográfico 2020, é de 22.112 mil habitantes.
Todos os anos durante o período chuvoso, a cidade sofre com alagamentos por se situar às margens do Rio Mearim. Boa parte do município fica alagado, causando vários transtornos à sua população e ao comércio local.
O município está localizado na Mesorregião do Centro Maranhense e Microrregião do Médio Mearim.

## Turismo
Típica cidade de interior do Brasil, é pequena e calma. Um bom pedido para aqueles que gostam de sossego.
A cidade também conta com alguns atrativos, como os pequenos restaurantes na Beira-Rio, nos quais pode-se satisfazer com a deliciosa culinária local. Ressalta-se também, a pequena e linda Paróquia de Santo Antônio de Pádua.
E não menos interessante do que os outros atrativos, encontra-se a famosa e lendária Pedra Grande, uma formação rochosa que se encontra a menos de quinze minutos da cidade no bairro Transwal, que deu nome a vizinha cidade de Pedreiras.